# Catedral de Culiacán
La Catedral Basílica de Nuestra Señora del Rosario en Culiacán Rosales, Sinaloa, es un templo católico que sirve como sede de la diócesis de Culiacán, aunque no es el templo más antiguo del municipio, pues data de 1842. Son más antiguos los templos de Tabalá y Tacuichamona (siglo XVIII).

## Historia
El 22 de mayo de 1842 inició su construcción por iniciativa del séptimo obispo de Sonora, Lázaro de la Garza y Ballesteros, tras una interrupción en las obras, estas las reinicia en 1855 el Ilmo. S. D. D. Pedro Loza y Pardavé. Para luego volver a ser interrumpida la edificación a causa del Movimiento de Reforma. Es finalmente concluida su edificación en 1885 por el Exmo. Sr. Dn. José de Jesús Uriarte.
Su lenguaje arquitectónico se destaca por elementos predominantemente neoclásicos,  con ciertos elementos eclécticos decimonónicos.